# برایان گاروی (بازیکن فوتبال)
برایان گاروی (انگلیسی: Brian Garvey؛ زادهٔ ۳ ژوئیهٔ ۱۹۳۷) بازیکن فوتبال اهل بریتانیا است.
از باشگاه‌هایی که در آن بازی کرده‌است می‌توان به باشگاه فوتبال واتفورد، باشگاه فوتبال هال سیتی، و باشگاه فوتبال کولچستر یونایتد اشاره کرد.